# 農勁蓀
農勁蓀（1862—1953），名竹，字勁蓀（亦有一說認為「農勁蓀」可能是假名），原籍湖北，另說祖籍安徽宣城。清末及民国人物，中國同盟會會員，中國精武體操會（上海精武體育總會前身）創始人與首任會長。
農勁蓀出身清代官僚家庭，曾赴日本留學，後在天津淮慶會館開設淮慶藥棧，宣統年間遷居上海閘北。

## 生平
農勁蓀本不姓農，姓許名農，字勁蓀，生於1862年元月15日，大霍元甲6歲。農勁蓀祖籍河北，但他一直説祖籍是安徽宣城。
少年時父親遷任湖北為官，舉家遷居湖北，父親為他與弟弟聘請塾師教授家塾，不想該塾師為隱藏極深的太平天國志士，藉著為做家教時暗中傳授反清與革命理念給當時年少的農勁蓀，常以師效岳飛之志影響激勵農勁蓀，為其日後投入革命志業啟蒙基礎。
成年後赴日本留學，留學期間接觸到許多新知，並且也時在此時結識孫文。他在日本時加入了同盟會成為秘密黨員，並在回到中國後，為激起國人憂國之心而努力。離開日本後，他回到天津經營懷慶藥棧（一說「懷興藥行」），藉經營藥鋪為掩護革命志士活動的秘密聯絡處，博學好友的他在此時與霍元甲結識，並請霍進他的藥行幫忙。
農勁蓀是位真實存在的歷史人物，身為傳奇人物霍元甲的摯友，此號人物也總是出現在以霍元甲為中心人物的後世各改編作品中。就如同霍元甲一般，農勁蓀的故事也有許多不同的版本。
農勁蓀愛國情操的產生，一說是因為自幼師從太平天國志士學習，一說則是因為在日本受到孫文的感動。不管原因如何，霍擊退外國武師，農大加宣傳並提供資金。二人的事蹟之中，其中之一是擊敗俄國大力士奧皮音（事實上對方聽到是霍元甲就先認輸了），而最重要的成就，便是創立中國精武體操會（上海精武體育總會前身）。

## 影視作品
- 《精武門》：1995年電視劇，馮國 飾
- 《霍元甲》：2006年電影，董勇 飾